# Ferocactus diguetii
Ferocactus diguetii – gatunek ferokaktusa, pochodzący z Meksyku.

## Morfologia i biologia
Jest duży, dorasta do 4 m wysokości i 80 cm średnicy. Jego ciemnozielone pędy mają 34 żebra. Z każdej areoli wyrasta po 6-7 czerwonawo-żółtawych cierni bocznych i jeden lekko zakrzywiony cierń środkowy długości do 7 cm. Kaktus kwitnie latem, jego kwiaty są dzienne, lejkowate, długości do 7 cm, mają żółte płatki wewnętrzne i czerwonawobrązowe zewnętrzne.

## Uprawa
Wymaga pełnego nasłonecznienia i temperatury nie mniejszej niż 10 °C.